# Jan Kozak (informatyk)
Jan Kozak – polski informatyk, doktor habilitowany nauk technicznych, profesor Uniwersytetu Ekonomicznego w Katowicach. Specjalizuje się w sztucznej inteligencji i uczeniu maszynowym. Dyrektor Instytutu Technik Innowacyjnych Łukasiewicz – EMAG, kierownik Katedry Uczenia Maszynowego na Uniwersytecie Ekonomicznym w Katowicach.

## Życiorys
Jan Kozak ukończył studia informatyczne, a stopień doktora nauk technicznych uzyskał w 2011 roku, broniąc rozprawy z zakresu sztucznej inteligencji. Stopień doktora habilitowanego w dziedzinie informatyki technicznej i telekomunikacji zdobył w Instytucie Podstaw Informatyki PAN, koncentrując się na metodach uczenia maszynowego.
Związany zawodowo z Siecią Badawczą Łukasiewicz, gdzie pełni funkcję dyrektora Instytutu Technik Innowacyjnych EMAG. Równocześnie pracuje na Uniwersytecie Ekonomicznym w Katowicach jako profesor i kierownik Katedry Uczenia Maszynowego. Jego badania obejmują optymalizację algorytmów uczenia maszynowego, systemy sztucznej inteligencji oraz zastosowanie AI w przemyśle i gospodarce.